# .dz
.dz este un domeniu de internet de nivel superior, pentru Algeria (ccTLD).
Cele două litere, D și Z, provin de la Dzayer, denumirea locală a Algeriei.